# Bradenville
Bradenville es un lugar designado por el censo ubicado en el condado de Westmoreland en el estado estadounidense de Pensilvania. En el año 2010 tenía una población de 545 habitantes.

## Geografía
Bradenville se encuentra ubicado en las coordenadas 40°19′24″N 79°20′23″O / 40.32333, -79.33972.